# Natakar
Natákar je gostinski delavec, ki je usposobljen za strežbo. Osnovna znanja pridobi pri praktičnem pouku strežbe in usposabljanju v obratih. Glavni strokovno teoretični predmeti so: hrana in pijače, tuji jeziki, gostinsko poslovanje in psihologija.